# Кубок Лихтенштейна по футболу 1997/1998
Кубок Лихтенштейна по футболу 1997/98 (нем. Liechtensteiner Cup 1997/98) — 53-й сезон ежегодного футбольного соревнования в Лихтенштейне. Победитель кубка квалифицируется в квалификационный раунд Кубок УЕФА 1998/99. Обладателем кубка в 27-й раз в своей истории стал Вадуц.

## Первый раунд
Матчи состоялись в сентябре 1998 года.
| Хозяева       | Счёт             | Гости          |
| ------------- | ---------------- | -------------- |
| Тризен II     | 0:4              | Тризенберг     |
| Тризенберг II | 0:6              | Бальцерс       |
| Руггелль II   | 5:0              | Эшен-Маурен II |
| Вадуц II      | 2:2 (10:11 пен.) | Шан            |
| Руггелль      | 0:1              | Эшен-Маурен    |
| Тризен II     | 0:4              | Бальцерс II    |
| Шан II        | 0:16             | Тризен         |

## 1/4 финала
Матчи состоялись 28 и 29 октября 1998 года.
| Хозяева     | Счёт | Гости       |
| ----------- | ---- | ----------- |
| Тризен      | 1:0  | Бальцерс    |
| Руггелль II | 1:3  | Эшен-Маурен |
| Шан         | 0:4  | Тризенберг  |
| Бальцерс II | 0:9  | Вадуц       |

## 1/2 финала
Матчи состоялись 13 апреля 1999 года.
| Хозяева     | Счёт | Гости      |
| ----------- | ---- | ---------- |
| Эшен-Маурен | 4:0  | Тризен     |
| Вадуц       | 5:0  | Тризенберг |

## Финал
Финал состоялся 21 мая 1998 года на стадионе Фрайцайтпарк Видау в Руггелле.
| Хозяева | Счёт | Гости       |
| ------- | ---- | ----------- |
| Вадуц   | 5:1  | Эшен-Маурен |